# Décès en 1407
Décès
- 1403
- 1404
- 1405
- 1406
- 1407
- 1408
- 1409
- 1410
- 1411

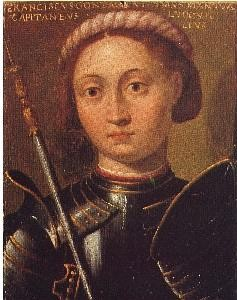
François Ier Gonzague de Mantoue, mort en 1407.

Cette page dresse une liste de personnalités mortes au cours de l'année 1407 :
- 9 février : Guillaume Ier de Misnie, margrave de Misnie, appartenant à la Maison de Wettin.
- 18 février : Guillaume VI de Vienne, archevêque de Rouen.
- 8 mars : François Ier Gonzague de Mantoue, quatrième capitaine du peuple (capitano del Popolo) de la ville de Mantoue.
- 30 mars : Konrad von Jungingen, vingt-cinquième grand maître (magister generalis) de l’ordre Teutonique.
- 23 avril : Olivier V de Clisson, grand seigneur féodal breton, connétable de France, comte de Porhoët, baron de Pontchâteau.
- 24 juin : Théodore Ier Paléologue, despote de Morée.
- 15 août : Robert Knolles, grand capitaine anglais.
- 1er septembre : 
  - Hồ Hán Thương, empereur du Đại Việt (ancêtre du Viêt Nam) et le second et dernier représentant de la dynastie Hồ.
  - Hồ Quý Ly, empereur du Đại Việt (ancêtre du Viêt Nam) et le fondateur de la dynastie Hồ.
- 7 octobre : Jean Canard, évêque d'Arras.
- 23 novembre : Louis Ier d'Orléans, duc d'Orléans, de Valois et comte d'Angoulême.
- 16 décembre : Savva Storojevski, saint de l'Église orthodoxe  russe appelé vénérable, fondateur et premier higoumène du (monastère Saint-Sabbas de Storoji à Zvenigorod ; thaumaturge de Zvenigorod.

- Pierre Bonnet, évêque de Grasse.
- Isa Çelebi, prince ottoman.
- Mariano V d'Arborée, juge du Judicat d'Arborée.
- Pero López de Ayala, seigneur de Salvatierra et grand Chancelier de Castille.
- Gilles de Bellemère, évêque du Lavaur, du Puy et d'Avignon, un des canonistes les plus importants de son temps.
- Guillaume de Vergy, pseudo-cardinal français.
- Rainier II Grimaldi, premier souverain de Monaco.
- Filippo Villani, écrivain, chroniqueur florentin.
- Zyton, magicien favori de l'empereur Wenceslas IV.

## Crédit d'auteurs
- Cet article est partiellement ou en totalité issu de l'article intitulé « 1407 » (voir la liste des auteurs).